# RTÉ Orchestra Sinfonica Nazionale
La RTÉ Orchestra Sinfonica Nazionale (precedentemente conosciuta come The National Symphony Orchestra of Ireland e la RTÉ Symphony Orchestra) è l'orchestra di musica da concerto di Raidió Teilifís Éireann (RTÉ). Come uno dei gruppi RTÉ dello spettacolo, la RTÉ Orchestra Sinfonica Nazionale ora dà una stagione di 33 concerti in abbonamento (venerdì sera da settembre a maggio, trasmessi in diretta su RTÉ fm lirica), esegue musica leggera il martedì a pranzo e concerti serali del venerdì in giugno e luglio, svolge un ruolo importante nella musica irlandese contemporanea attraverso la sua serie Orizzonti in gennaio e febbraio e si impegna due volte all'anno in un tour dell'Irlanda di una settimana. Dal 2005, l'orchestra è apparsa su The Symphony Sessions della RTÉ One.

## Storia
Nel 1926, iniziò a trasmettere un canale radio nazionale, con sede a Dublino. Assunse musicisti nel personale, che spesso suonavano insieme alla radio e in concerto come un'orchestra da camera. I musicisti d'archi della radio e i musicisti dei fiati dalla Scuola di Musica dell'Esercito e altri musicisti suonavano come Dublino Philharmonic Society sotto la direzione del colonnello Fritz Brase, Direttore della Scuola di Musica dell'esercito dal 1927. Il gruppo originale si era progressivamente ampliato nel corso del 1930 e degli anni '40 e nel 1946 avevano raggiunto 40 musicisti. I primi direttori comprendevano Vincent O'Brien e, dal 1941, Michael Bowles, i direttori ospiti erano Aloys Fleischmann e Frederick maggio. Spesso chiamata la 'Orchestra Stazione', molti (anche se non regolarmente) concerti pubblici sono stati dati e trasmessi in diretta da luoghi come il Mansion House, la Metropolitan Hall ed il Capitol Theatre.
Nel 1948, l'autorità di trasmissione, che ora si chiama Radio Éireann (Radio Irlanda), ha ampliato l'orchestra sinfonica di dimensioni, aprendo la sua adesione a musicisti provenienti da tutta Europa. L'Irlanda, in quanto Stato neutrale durante la seconda guerra mondiale, era stata risparmiata dai danni, in modo che i musicisti provenienti dalle economie distrutte di un'Europa in rovina erano facili da attrarre. La nuova orchestra fu chiamata la Radio Éireann Symphony Orchestra. Dopo il pensionamento involontario di Michael Bowles (Bowles si era opposto al reclutamento di tanti stranieri per l'allargamento del 1948), la nuova orchestra lavorò per un po' senza un direttore stabile, incaricando invece importanti direttori ospiti, come Jean Martinon e Hans Schmidt-Isserstedt. Nel 1953 l'orchestra trovò un direttore principale in Milan Horvat, che rimase fino al 1956. Nel 1961 l'Irlanda aggiunse la televisione al suo servizio di trasmissione. Il nome della nuova organizzazione doveva essere Radio Telefís Éireann (RTÉ). L'orchestra divenne nota come l'Orchestra Sinfonica RTÉ (RTÉSO). Ormai era, de facto, l'Orchestra Nazionale di Irlanda. Il suo nuovo direttore principale dal 1961 era Tibor Paul. Gli succedettero Albert Rosen, Colman Pearce, Bryden Thomson, e Janos Fürst.

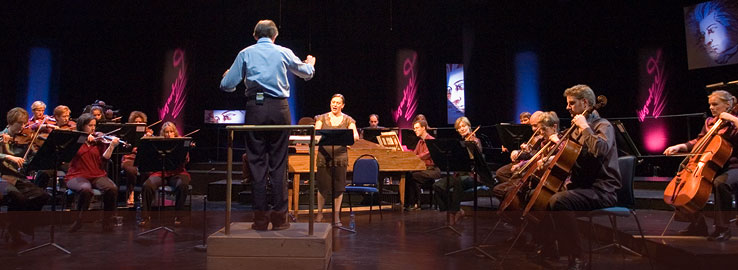
RTÉ Orchestra Sinfonica Nazionale registra le Sessioni di Mozart.

Nel 1981, la RTÉSO trovò una nuova sede, quando la National Concert Hall aprì a Dublino. Inoltre circa nello stesso periodo, ampliò le sue attività di radiodiffusione. Fino al 1979, RTÉ aveva utilizzato un solo canale radio e un canale televisivo. Nel 1979 crearono più canali, tra questi uno specifico per l'arte chiamato FM3, che mandava in onda numerosi concerti della RTÉSO. Nel 1989 l'orchestra fu nuovamente ampliata e ribattezzata Orchestra Sinfonica Nazionale d'Irlanda. George Hurst diventò direttore principale nel 1990. Kasper de Roo succedette a Hurst dal 1994 al 1998. Alexander Anissimov divenne direttore Principale Ospite dell'orchestra nel 1995 e direttore principale nel 1998. Gerhard Markson succedette ad Anissimov nel 2001 e fu direttore principale fino al 2009. Nel maggio 2009 Alan Buribayev fu nominato nuovo direttore principale dell'orchestra, con efficacia dal settembre 2010, con un contratto iniziale di tre anni. Nel settembre 2010, insieme con Buribayev che diventava direttore principale, Hannu Lintu divenne direttore ospite principale dell'orchestra e Finghin Collins divenne per la prima volta Artista Associato dell'orchestra.
Nel 2012 fu annunciato che il nono Presidente d'Irlanda, Michael D. Higgins, sarebbe stato l'esclusivo patrono della RTÉ Orchestra Sinfonica Nazionale.

## Direttori Principali
- Milan Horvat (1953–1956)
- Tibor Paul (1961–1967)
- Albert Rosen (1968–1981)
- Colman Pearce (1981–1983)
- Bryden Thomson (1984–1987)
- János Fürst (1987–1989)
- George Hurst (1990–1993)
- Kasper de Roo (1994–1998)
- Alexander Anissimov (1998–2001)
- Gerhard Markson (2001–2009)
- Alan Buribayev (2010–attuale)